# Przypadkowy bohater
Przypadkowy bohater (oryg. Hero, w niektórych krajach anglojęzycznych jako Accidental Hero) – amerykański komediodramat z 1992 roku w reżyserii Stephena Frearsa.

## Fabuła
Podczas burzy ma miejsce katastrofa samolotu z 54 pasażerami. Maszyna awaryjnie ląduje na autostradzie w okolicy Chicago. Wśród pasażerów feralnego lotu znajduje się popularna dziennikarka telewizyjna Gale Gayley (Geena Davis). Pierwszy na miejscu tragedii zjawia się zubożały mężczyzna. Przypadkowy człowiek rusza na pomoc ofiarom zdarzenia, dzięki czemu wychodzą oni cało z pożaru. Bohater pozostawił na miejscu katastrofy wyłącznie but.

## Obsada
- Dustin Hoffman – Bernard „Bernie” Laplante
- Geena Davis – Gale Gayley
- Andy García – John Bubber
- Joan Cusack – Evelyn
- Kevin J. O’Connor – Chucky
- Maury Chaykin – Winston
- Stephen Tobolowsky – James Wallace
- Christian Clemenson – Conklin
- Tom Arnold – Chick
- Cady Huffman – Leslie
- James Madio – Joey